# Проект ВР-190
Проект ВР-190 — первый проект СССР 1940—1950-х гг. по запуску человека на ракете в суборбитальный космический полёт по баллистической траектории. По официальным данным, проект не был доведён до цели, хотя некоторые сторонники конспирологических теорий утверждают, что неудачные пилотируемые полёты первых космонавтов по проекту всё-таки были совершены в конце 1950-х гг.
Проведение испытательных беспилотных и целевых пилотируемых полётов по проекту предусматривалось с полигона (позже космодрома) Капустин Яр в Астраханской области. Согласно проекту, полёты продолжались около 20 минут, ракеты достигали высоты более 100 км (линии Кармана) в верхних слоях атмосферы (стратосферы), а их отделяющиеся головные части с пассажирами спускались обратно на парашютах и приземлялись в нескольких километрах от стартовой площадки.

## Первый проект
Согласно секретному постановлению Советского Правительства от 13 мая 1946 года в СССР было начато развитие ракетной отрасли. Ещё до этого, осенью 1945 года, группой М. К. Тихонравова и Н. Г. Чернышёва в НИИ 4-ракетной техники Академии артиллерийских наук в инициативном порядке стал разрабатываться первый проект стратосферной ракеты ВР-190 (также по некоторым данным — «Проект „Победа“») для вертикального полета двух пилотов на высоту до 200 км на основе трофейной немецкой баллистической ракеты «Фау-2 (А-4)». В феврале 1946 г. проект был представлен секретарю АН СССР академику Н. Г. Бруевичу, а в марте — президенту АН СССР С. И. Вавилову. Затем проект получил положительную оценку экспертной комиссии академика С. А. Христиановича и был внесён в Министерство авиационной промышленности на совещании в июне у министра авиапрома М. В. Хруничева.
В письме главе государства И. В. Сталину Н. Г. Чернышева и М. К. Тихонравова в мае 1946 г говорилось:

Нами разработан проект советской высотной ракеты для подъема двух человек и научной аппаратуры на высоту 190 километров. Проект базируется на использовании агрегатов трофейной ракеты Фау-2 и рассчитан на реализацию в кратчайшие сроки…
Помимо научной и технической важности, проект, по нашему мнению, содержит элементы громадного политического и общественного значения, своевременная реализация которых позволит нашей Родине вписать страницы славы и бессмертия в анналы истории цивилизации…
Изложенное, в силу… исключительных перспектив, являющихся следствием дальнейшего, уже продуманного нами, развития проекта, заставляет нас, товарищ Сталин, обратиться к Вам с просьбой о помощи в деле развертывания работ, направленных к росту славы нашей Родины и расширению горизонтов науки.

На этом письме И. В. Сталин наложил резолюцию: «…Предложение интересное — рассмотреть для реализации».
Как подготовительный этап в НИИ-4 была открыта тема исследований ВР-150 «Ракетный зонд» для отработки безопасного спуска отделяющейся головной части с приборами.
В 1948 г. тема «Ракетный зонд» как решающая текущие практические задачи получила положительную оценку С. П. Королёва.
Затем для дальнейшей полномасштабной реализации было принято решение передать весь проект ВР-190 в главное ракетное КБ Королёва, а М. К. Тихонравов и Н. Г. Чернышев в нём более не участвовали.

## Реализовывавшийся проект
В КБ Королёва проект ВР-190 начал практически реализовываться одновременно в плане создания на базе боевых баллистических аналогов высотных ракет с герметичными головными частями с системой жизнеобеспечения и системой аварийного спасения и выполнения полёта на них сначала высокоорганизованных животных для оценки комплексного влияния факторов, которые будут воздействовать также на человека.
На всё более сложных и крупных ракетах были проведены три серии суборбитальных полётов собак: в 1951 г. — на ракетах Р-1Б и Р-1В, в 1954—1957 гг. — на ракетах Р-1Д и Р-1Е, в 1957—1960 гг. — на ракетах Р-2А и Р-5А. В том числе уже 22 июля 1951 года на высоту около 101 км летали собаки Дезик и Цыган, которые стали первыми в истории животными, совершившими успешный суборбитальный космический полёт.
По официальным данным, проект не дошёл до стадии полётов людей и был отменён как неперспективный ввиду развернувшихся в КБ Королёва в конце 1950-х гг. работ по созданию орбитального пилотируемого корабля-спутника «Восток».
Проект был строго засекречен; конструкторы, учёные и даже собаки были под псевдонимами. Хотя впервые сведения о первом проекте ВР-190 Тихонравова—Чернышёва как о чисто теоретическом были опубликованы в начале 1980-х годов, информация о его практической реализации КБ Королёва и первых полётах собак на ракетах была официально раскрыта только в 1991 году.
Такая секретность вкупе с практически отработанными ракетами Р-5А и прочей матчастью проекта, а также заявления некоторых источников из западных разведок и аналитиков, стали причиной рождения конспирологических утверждений, что проект не был остановлен на полётах собак и что в 1957—1959 годах с частотой более, чем раз в год, были предприняты завершившиеся авариями и потому необъявленные пилотируемые суборбитальные полёты т. н. догагаринских пропавших космонавтов («lost cosmonauts») Алексея Ледовских, Сергея Шиборина, Андрея Миткова, «Людмилы» и Марии Громовой.